# First Squeeze!
Singles
1. Ten Made Nobore!
Sortie : 8 juin 2013
2. Romance no Tochū / Watashi ga Iu Mae ni Dakishimenakya ne (...) / Samidare Bijo ga Samidareru (...)
Sortie : 11 sept. 2013
3. Ijiwaru Shinaide Dakishimete yo / Hajimete wo Keikenchū
Sortie : 4 déc. 2013
4. Hadaka no Hadaka no Hadaka no KISS / Are Kore Shitai!
Sortie : 19 mars 2014
5. Black Butterfly / Kaze ni Fukarete
Sortie : 30 juil. 2014
6. Senobi / Date Janai yo Uchi no Jinsei wa
Sortie : 1er oct. 2014
7. Wonderful World / Ça va Ça va
Sortie : 8 avril 2015

First Squeeze! est le 1er album studio complet du groupe japonais Juice=Juice sorti en juillet 2015.

## Détails de l'album
L'album, dont la plupart des chansons est écrite, composée et produite par Tsunku, sort le 15 juillet 2015 au Japon sur le label hachama. Il marque les débuts du groupe après sa formation effective en février 2013.
L'album atteint la 5e place du classement hebdomadaire des ventes de l'Oricon et s'y maintient pendant cinq semaines consécutives.
Plusieurs éditions, avec des couvertures différentes, sont mises en vente : une édition régulière et deux limitées notées A et B,. L'édition régulière un triple-album : il contient deux CD réguliers (le premier comprenant toutes les chansons des 5 premiers singles major du groupe et le deuxième comprenant quant à lui les chansons du 6e single major ainsi que de toutes nouvelles chansons) et un CD en supplément différemment des éditions limitées (celui-ci contient des reprises de titres d'anciens groupes et solistes du Hello! Project).
Les éditions limitées comprennent seulement les premiers deux premiers CD avec un Blu-ray ou un DVD supplément selon l'édition. Le Blu-ray regroupe toutes les musiques vidéos des singles du groupe tandis que le DVD contient une vidéo d'un concert du groupe tenu à Sapporo (Hokkaidō) le 27 avril 2015.
Par ailleurs, le groupe étant composé des cinq membres originaux à la sortie de l'album, l'ex-membre Aina Otsuka, partie du groupe en août 2013, fait sa seule apparition dans l'opus sur le titre Ten Made Nobore! (face B du single indépendant Ten Made Nobore! en duo avec le Hello! Pro Kenshūsei et sortie en juin 2013 ; ici interprétée seulement par groupe en tant que sextuor) même si elle n'est pas créditée sur l'album.

## Formation
- Yuka Miyazaki (leader) : chœurs
- Tomoko Kanazawa (sub-leader) : chant secondaire
- Sayuki Takagi : chant secondaire
- Karin Miyamoto : chant principal
- Akari Uemura : chœurs

Membre non crédité
- Aina Otsuka : chœurs (présente sur la piste n°1 du CD1)

## Listes des titres
| 1.  | Ten Made Nobore! (天まで登れ!)                                                                       | face B du single indie duo (version du groupe)                      |  |
| 2.  | Romance no Tochū (ロマンスの途中)                                                                    | co-face A du 1er single major                                       |  |
| 3.  | Watashi ga Iu Mae ni Dakishimenakya ne (Memorial Edit) (私が言う前に抱きしめなきゃね(MEMORIAL EDIT)) | co-face A du 1er single major ; nouvelle version du 2e single indie |  |
| 4.  | Samidare Bijo ga Samidareru (Memorial Edit) (五月雨美女がさ乱れる(MEMORIAL EDIT))                    | co-face A du 1er single major ; nouvelle version du 2e single indie |  |
| 5.  | Ijiwaru Shinaide Dakishimete yo (イジワルしないで 抱きしめてよ)                                      | co-face A du 2e single major                                        |  |
| 6.  | Hajimete wo Keikenchū (初めてを経験中)                                                               | co-face A du 2e single major                                        |  |
| 7.  | Hadaka no Hadaka no Hadaka no KISS (裸の裸の裸のKISS)                                                | co-face A du 3e single major                                        |  |
| 8.  | Are Kore Shitai! (アレコレしたい!)                                                                   | co-face A du 3e single major                                        |  |
| 9.  | Black Butterfly (ブラックバタフライ)                                                                 | co-face A du 4e single major                                        |  |
| 10. | Kaze ni Fukarete (風に吹かれて)                                                                      | co-face A du 4e single major                                        |  |
| 11. | Senobi (背伸び)                                                                                      | co-face A du 5e single major                                        |  |
| 12. | Date Janai yo Uchi no Jinsei wa (伊達じゃないよ うちの人生は)                                        | co-face A du 5e single major                                        |  |

| 1.  | Wonderful World                                   | co-face A du 6e single major |  |
| 2.  | CHOICE&CHANCE                                     |                              |  |
| 3.  | Ai・Ai・Gasa (愛・愛・傘)                         |                              |  |
| 4.  | Umaretate no Baby Love (生まれたてのBaby Love)    |                              |  |
| 5.  | Erabareshi Watashitachi (選ばれし私達)            |                              |  |
| 6.  | Ça va? Ça va? (サヴァサヴァ)                      | co-face A du 6e single major |  |
| 7.  | GIRLS BE AMBITIOUS                                |                              |  |
| 8.  | Ai no Diving (愛のダイビング)                     |                              |  |
| 9.  | Tick-Tock Watashi no Shun (チクタク 私の旬)       |                              |  |
| 10. | Mirai e, Saa Hashiridase! (未来へ、さあ走り出せ!) |                              |  |
| 11. | Tsuzuiteiku STORY (続いていくSTORY)               |                              |  |

| 1. | Magic of Love (J=J 2015 Ver.)                   | reprise d'un titre de Taiyō to Ciscomoon                                                   |  |
| 2. | Kōsui (J=J 2015 Ver.) (香水)                    | reprise d'un titre de Melon Kinenbi                                                        |  |
| 3. | Narihajimeta Koi no BELL (鳴り始めた恋のBELL)   | reprise d'un titre d'Ongaku Gatas                                                          |  |
| 4. | Scramble (スクランブル)                         | reprise d'un titre de Maki Gotō                                                            |  |
| 5. | BABY! Koi ni KNOCK OUT! (BABY！恋にKNOCK OUT！) | reprise d'un titre de Petitmoni ; chantée par Yuka Miyazaki, Akari Uemura, Tomoko Kanazawa |  |
| 6. | Last Kiss (ラストキッス)                        | reprise d'un titre de Tanpopo ; chantée par Sayuki Takagi et Karin Miyamoto                |  |

| 1. | MV Clips Collection (MV クリップス集) |  |

| 1. | 4/25 Sapporo Live (4/25 札幌ライブ) |  |